# دختران باهوش حرف نمی‌زنند
دختران باهوش حرف نمی‌زنند (انگلیسی: Smart Girls Don't Talk) فیلمی در ژانر جنایی و درام به کارگردانی ریچارد ال. بیر است که در سال ۱۹۴۸ منتشر شد. از بازیگران آن می‌توان به ویرجینیا میو و بروس بنت اشاره کرد.